# Goumen
Goumen (kinesiska: 沟门, 沟门乡) är en socken i Kina. Den ligger i den autonoma regionen Inre Mongoliet, i den norra delen av landet, omkring 99 kilometer väster om regionhuvudstaden Hohhot.
Genomsnittlig årsnederbörd är 573 millimeter. Den regnigaste månaden är juli, med i genomsnitt 162 mm nederbörd, och den torraste är januari, med 2 mm nederbörd.